# دومیناته

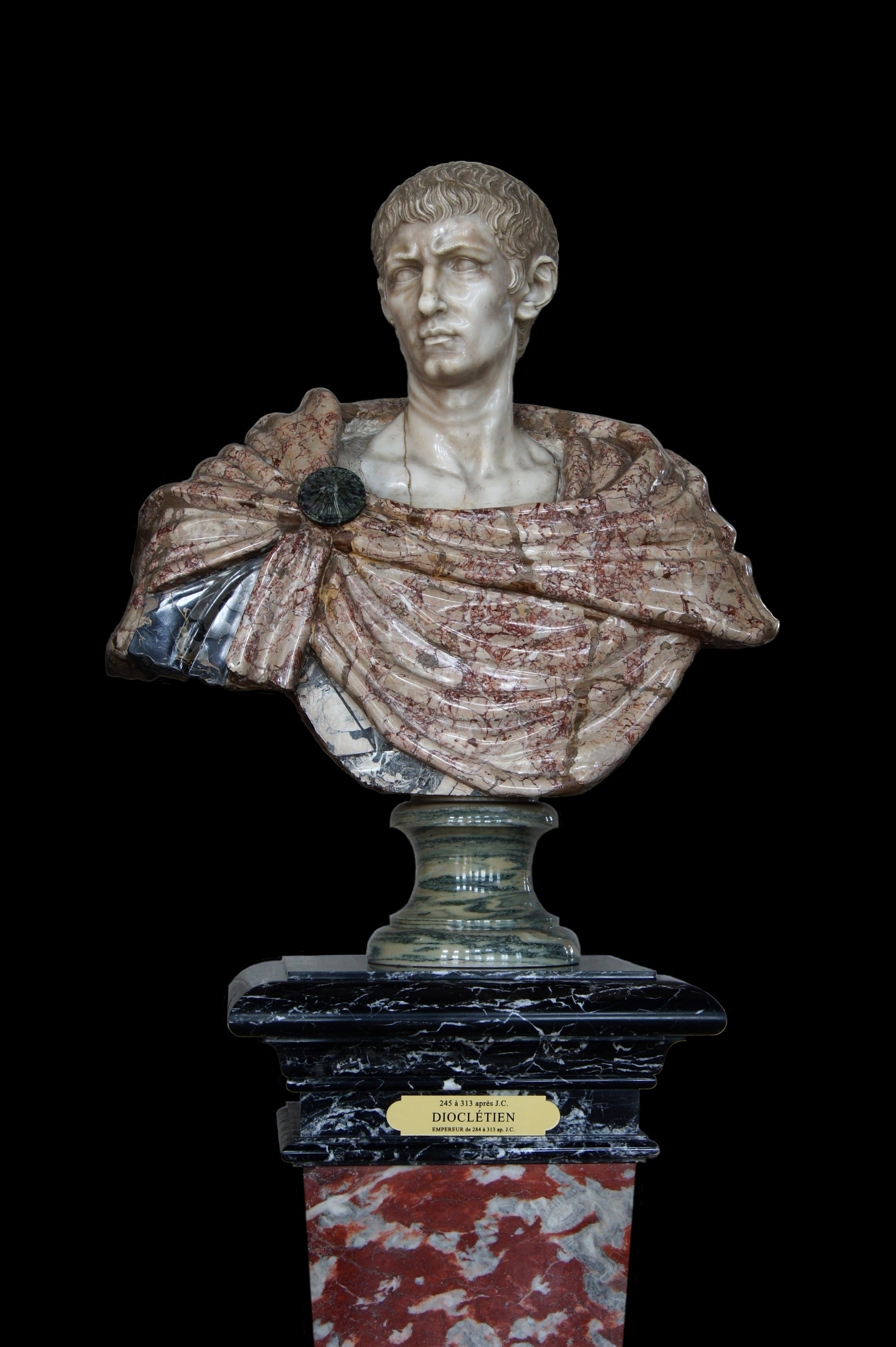
تندیس مرمرین دیوکلسین، کسی که با وی دوران «دومیناته» رسماً آغاز شد.

واژهٔ دومیناته∗ (Dominate)، (به لاتین: dominatus) در تاریخ روم اشاره به گونه ای از حکومت امپراتوری دارد که جانشین پرینکیپاته∗شد. مشخصهٔ بارز این شکل حکومت جباریّت است: امپراتور که دیگر با پسماندهای نهادهای باستانی جمهوری روم رودررو نبود، می‌توانست امپراتوری را همچون یک مُلک شخصی در تملک داشته باشد یا به عبارتی بهتر، پدرسالار∗ یا سرور∗ آن است که [در لاتین] به وی دومینوس∗ می‌گویند، و از آن کلمهٔ dominatus مشتق می‌شود که به معنای آقایی، سیادت، و سروری است.
دومیناته، یا امپراتوری روم متأخر، رسماً با به قدرت رسیدن دیوکلسین∗در ۲۸۴ میلادی آغاز شد ــ متعاقب بحران قرن سوم ۲۸۴–۲۳۵ ــ و در غرب با مرگ امپراتوری روم غربی در ۴۷۶ میلادی به پایان رسید، هرچند که در بخش شرقی امپراتوری تاریخ پایانِ آن موضوع بحث و مجادله است؛ به‌طوری که برخی پژوهشگران آن تاریخ را مرگ ژوستینین یکم∗ (۵۶۵) و برخی نیز مرگ هراکلیوی یکم∗ (۶۴۱) می‌دانند.

## تاریخ
واژه مدرن دومیناته از واژه لاتین دومینوس∗ مشتق می‌شود، که به معنای ارباب∗ یا پدرسالار∗ است. این واژه توسط بردگان در هنگام مواجهه با اربابانشان مورد استفاده قرار می‌گرفت ــ و گاهی هم برای مواجهه با امپراتوران در دورهٔ پرینکیپاته ــ و در کل کاربرد تملق آمیز افراطی داشت (و گاهی هم یک طعنه سیاسی بود). شایان ذکر است که وقتی آگوستوس اولین امپراتور روم شد، به لقب دومینوس (سرور، ارباب) همچون طعنه ای عمیق می‌نگریست و همواره آن را با شرم رد می‌کرد. سوئتونیوس نقل می‌کند که یک روز در طول اجرای نمایش تئاتر در حضور وی، یک مقلد∗بانگ زد که:! O dominum aequum et bonum («ای ارباب عادل و عالی!»∗). همگی حضار با اظهار شادمانی آن را تأیید کردند، انگار که خطاب به آگوستوس بود، امّا وی نه تنها به این تملق‌ها با ژست و اشاره پایان داد بلکه روز بعد با صدور اعلامیه ای شدیدالحن آن را منع کرد. وی، در نهایت، اجازه نداد که نه خودش و نه فرزندان یا نوه‌هایش را دومینوس خطاب کنند؛ چه با هدف شوخی بوده باشد و چه جدی. همچنین تیبریوس رسم دومینوس نامیدنِ خود را تقبیح کرد و آن را نوعی نوکرمآبی∗ می‌دید. دومیتیان∗، در عوض، استفاده از آن را تشویق نمود؛ تنها در زمان او و اورلیان در ۲۷۴ بود که سکّه‌هایی با حکاکی deus et dominus natus ضرب شدند.
تنها با دیوکلسین بود که این واژه بخشی از عنوان رسمی امپراتور شد، [یعنی] یکی از اصلاحات رادیکال دیوکلسین که پرینکیپاته را به دومیناته مبدل کرد.

## گذار از پرینکیپاته به دومیناته

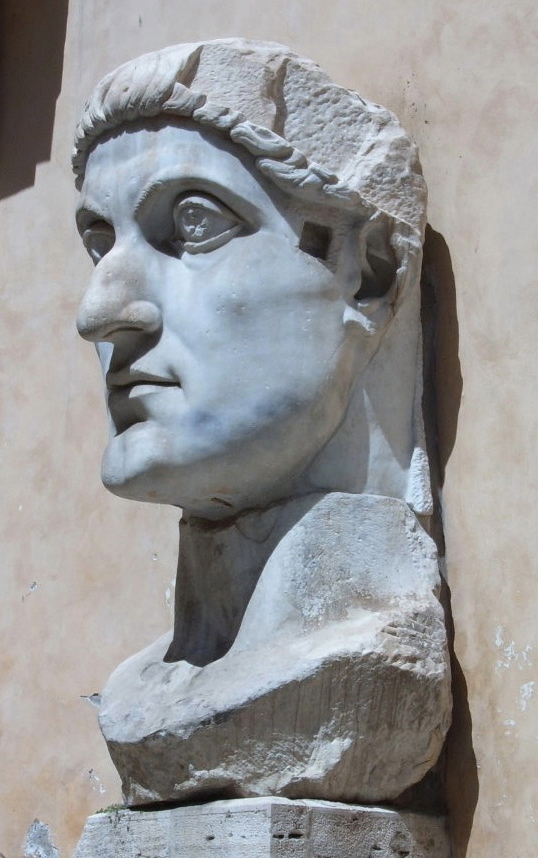
کنستانتین بزرگ در کنار تئودوسیوس یکم تنها امپراتوری بود که بر خلاف نظام تترارشی توانست بر سراسر امپراتوری حکمرانی کند و بسیاری از اصلاحاتی که توسط دیوکلسین آغاز شده بودند را به پایان برساند.

گذار میان دو شکل حکومت با سپتیمیوس سوروس∗ شروع شد (در حکومت وی بود که اصطلاح dominus به صورت رسمی و پروپاگاندیستی ظاهر شد)، و بعدها از ۲۳۵ با روی کار آمدن ماکسیمینوس ترکس∗شدت یافت و در سراسر دورهٔ آنارشی نظامی∗پابرجا ماند، و می‌توان گفت که در ۲۸۵ با آغاز دوران دیوکلسین و نظام تترارشی او تکمیل شد. دومیناته آخرین شکل حکومت بود که تا پایان امپراتوری روم غربی به منصه اجرا گذاشته شد.
دومیناته به عنوان واکنشی در برابر نیم سده آنارشی که نام بحران قرن سوم را بر خود نهادْ ظاهر شد. مشکلاتی که در آن سال‌ها سربر می‌آوردند (غصب قدرت، سرکشی‌های نظامی، درگیری‌های همزمان در چند جبهه) نقاط ضعف دولت رومی در دوران پرینکیپاته را آشکار کردند؛ برای همین یک دگردیسی تدریجی از مدل مشاعی حکومتِ∗قبل از ۲۳۵ به مدل خودکامانه تری که پس از ۲۸۵ اجرا شد، وجود داشت. به عبارتی دیگر، این تغییر و اصلاحات با مشخصه‌هایی مانند محروم کردن تدریجی نخبگان سناتوری از فرماندهی بالای نظامی و رشد همزمان طبقهٔ شهسوار∗، سازماندهی مجدد نیروهای مسلح، تغییراتی در البسه و تشریفات درباری، یک سیاست مذهبی با هدف وحدت مذهبی، اصلاحات مالی در مقیاسی عظیم، و ایجاد یک دیوانسالاری مدنی برای سراسر امپراتوری شناخته می‌شوند.
هرچند عموماً دیوکلسین را به عنوان خالق دومیناته می‌شناسند امّا ریشه‌های آن به ابتکارات پیشینیانِ وی بازمی‌گردند، به ویژه گالینوس (۲۶۸–۲۵۳) و اورلیان (275-270). با خلع دیوکلسین در ۳۰۵ تمامی تغییر و اصلاحات دوران دومیناته تکمیل نشدند؛ بسیاری از اصلاحات توسط کنستانتین یکم تکمیل یا تعدیل شدند. همانگونه که پرینکیپاته در بازه زمانی ۳۱ قبل از میلاد تا ۱۴ پس از میلاد ظهور و بروز یافت، تنها در ۳۳۷ میلادی بود که می‌توان گفت اصلاحاتی که به تأسیس دومیناته انجامیدند تکمیل شدند.
بر طبق گفتهٔ جان بگنل بوری، این نظام حکومتی:
با ریزترین توجه به جزئیات طراحی شده بود، [و] راه حلی بود برای مسئلهٔ حیاتی منسجم نگه داشتنِ یک امپراتوری وسیع ناهمگون، مواجه با تهدید فروپاشی و ورشکستگی، و بی بهره از تراکم جغرافیایی که چهار سرحد طولانی ــ به علاوه چندتای کوچکتر ــ برای دفاع داشت. این آزمایشی بود جذاب و تماماً بدیع برای ادارهٔ چنین دولت بزرگی با دو دستگاه مستقل امّا کاملاً مشابه که نه توسط یک مرکز بلکه توسط دو کانون کنترل می‌شدند، بی آن که یکپارچگی خود را فدا کند. این دستگاه‌های بوروکراتیک نسبتاً عالی کار می‌کردند، و اگر پادشاهانی که آنان را اداره می کردندْ همواره از اقتدار مطلق برخوردار می بودندْ موفقیت شان می‌توانست خارق‌العاده هم باشد. البته نقصان‌هایی، به ویژه در حوزه‌های اقتصادی و مالی، نیز وجود داشتند.— Bury, J. B، History of the Later Roman Empire From the Death of Theodosius I to the Death of Justinian Vol. I (1958), p. 25

## ویژگی‌ها

### امپراتوری مشترک
در دوران پرینکیپاته، آگوستوس و جانشینان وی تلاش زیادی به خرج دادند تا سرشت خودکامه منصب امپراتوری (به خاطر متمرکز شدن بسیاری از مناصب مدنی و نظامی در دست امپراتور) را پنهان کنند، نهادهای دوران جمهوری روم را به شکل ظاهری نگه داشته و تظاهر می‌کردند که امپراتور صرفاً princeps∗ یا شهروند درجه یک است، که اقتدارش توسط سنا محفوظ است. این منصب تقریباً همواره توسط یک شخص تصرف می‌شد. در دوران پرینکیپاته بارها پیش می‌آمد که امپراتور (یا آگوستوس) یک نفر را به جانشینی خود برمی‌گزید (به عنوان سزار∗)؛ امّا سزار دسترسی به اقتدار امپراتور نداشت و به مناصب دیگری منصوب نمی‌شد.
در دوران بحران قرن سوم بود که ثابت شد رویکرد سنتی امپراتوری که در آن یک کلانترِ امپراتوری∗ که مقرش در روم است نمی‌تواند به صورت مؤثر با مسئلهٔ زنجیره ای از تهاجم‌ها و غصب∗‌ها مقابله کند؛ زیرا که [مقابلهٔ مؤثر] حضور امپراتور در همه جا و همه وقت را می‌طلبید. علاوه بر این، در بسیاری از موارد، غیبت آنان بود که خود به غصب‌ها دامن می‌زد و می‌بایستی توسط امپراتور حل و فصل می‌شدند.
در دوران دومیناته، وظایف و مسئولیت‌های امپراتور میان دو امپراتور تقسیم شد، و به آن Consortium imperii∗(اشتراک اقتدار) می‌گفتند. این دیوکلسین بود که این شیوهٔ حکومت را برای اولین بار با نام تترارشی به منصهٔ اجرا گذاشت؛ و مشتمل بود بر تقسیم امپراتوری به چهار بخش که هر یک توسط دو امپراتور مشاعی∗ (آگوستوس‌ها) و دو امپراتور زیردست شان (سزارها) اداره می‌شدند. مدل تترارشی یا «حکومت چهارنفره» از ۲۹۳ تا ۳۲۴ به طول انجامید و بر اثر جنگ‌های داخلی∗ میان این چهارنفر که به پیروزی کنستانتین بزرگ انجامیدند منحل شد.
با مرگ کنستانیتن در ۳۳۷، امپراتوری بار دیگر تا ۳۵۰ مشترکاً توسط چند امپراتور (آگوستوس‌ها) اداره شد. تقسیم امپراتوری به دو (و گاهی سه) بخش، که هر یک توسط امپراتور مختص به خود اداره می‌شد، در ۳۶۴ با به قدرت رسیدن والنتینیان یکم∗، که قدرت را با برادرش والنس∗ تقسیم کرد، تقریباً دائمی شد. به جز سه سالی که تئودوسیوس یکم∗از ۳۹۲ تا ۳۹۵ به تنهایی بر هر دو بخش امپراتوری حکومت کردْ این نظام حکومتی تا سقوط امپراتوری روم غربی در ۴۷۶ به طول انجامید.

### کم ارزش شدن مقام کنسولی
در طول دوران جمهوری روم، منصب کنسولی بالاترین قوه اجرایی انتخابی در دولت رومی بود و دو کنسول هر ساله انتخاب می‌شدند. با گذار به پرینکیپاته، هرچند [در عمل] هرگونه اقتدار عملی به امپراتور واگذار شد، کنسول‌ها همچنان به لحاظ نظری (اسماً) در رأس دولت قرار داشتند، و سال همچنان توسط دو کنسول اوردیناریوس∗ که در ابتدای سال منصوب می شدندْ نام گذاری می‌شد. در دورهٔ پرینکیپاته، منصب کنسولی همچنان سِمتی باپرستیژ تلقی می‌شد، و آریستوکراسی رومی می‌توانست به واسطهٔ آن به بالاترین مناصب اداری امپراتوری دست یابد.
متعاقباً احترام والای منصب کنسول اوردیناریوس∗ همچنان محفوظ ماند، تا جایی که یکی از معدود سِمت‌هایی بود که با امپراتور قابل به اشتراک گذاشتن بود، و در این دوره اکثراً توسط پاتریسی‌ها یا اشخاصی که از تبار کنسول‌ها بودند اشغال می‌شد. منصبی بود که پاتریسی‌ها در حدود سی سالگی و بسیاری دیگر در حدود چهل سالگی می‌توانستند آن را اشغال کنند. اگر آنان در کار خود مستعد می‌بودند می‌توانستند دومین (یا در مواردی نادرتر، سومین) دورهٔ کنسولی را هم تجربه کنند. پیش از انتخاب به سِمت کنسولی، این اشخاص منصبی قابل توجه در گذشته را عهده‌دار بودند.
در دوران دومیناته، ناپدید شدن بسیاری از کارویژه‌های پیشا-کنسولی و دست اندازی تدریجی طبقه شهسوار به کارویژه‌ها [و اختیارات] اجرایی و نظامیی که به صورت سنتی در انحصار طبقهٔ سناتوری بودْ نشان از این داشت که مشاغل (مناصب) سناتوری پیش از انتصابشان به مقام کنسولی تقریباً محو شده بودند.
این واقعیت این احتمال را به ذهن القا می‌کند که مقام کنسول سوفکتوس∗در سنین جوانتری به شخص واگذار می‌شد، تا جایی که در سدهٔ چهارم توسط مردانی که سن آنان به زحمت به بیست می‌رسید، و در برخی موارد حتی جوانتر، اشغال می‌شد؛ بی آن که بر طبق هنجار معمولْ مناصب حرفه ای سیاسی قابل توجهی در کارنامه خود داشته باشند.
با گذر زمان، دو دوره تصدی مقام کنسولی، معمولاً کنسول اوردیناریوس، نسبت به دو سدهٔ نخست بسیار عادی شد؛ در حالی که [در دوران پرینکیپاته] اولین دورهٔ کنسولی معمولاً کنسول سوفکتوس بود. به علاوه، در این دوره تصدی مقام کنسولی دیگر در انحصار [طبقه] سناتوری نبود. اثر تمام این‌ها کم بها شدنِ بیش از پیش مقام کنسولی بود، تا جایی که در دوران دومیناته تصدی منصب کنسول اوردیناریوس گاهی در حکاکی‌های کورسوس هونوروم نادیده گرفته می‌شد، در حالی که منصب کنسول سوفکتوس حتی به ندرت ذکر می‌شد.

### دگردیسی طبقه سناتورها
در دوران دومیناته یکی از تغییرات کلیدی در امر مدیریت امپراتوریْ از میان برداشتن مشارکت سناتورها در امور اجرایی و نظامی به مقیاسی وسیع بود. این فرایند با اصلاحات گالینوس آغاز شده بود، کسی که سناتورها را از فرماندهی نظامی حذف کرد و آن را در دست طبقهٔ شهسوار قرار داد.
در دوران دیوکلسین، با حذف سناتورهای موروثی از بیشتر سِمت‌های اداری و نظامی (همچون لگاتوس∗) پیشرفت نظامی طبقه شهسوار یک گام به پیش نهاد. سناتورهای موروثی به مناصب اداری (و نه نظامی) در ایتالیا و برخی ایالات همجوار آن (سیسیل، آفریکای روم، آخیا، و آسیای روم∗) محدود شدند؛ به رغم این حقیقت که شمار مناصب اداری ارشد بر اثر سه برابرشدن شمار ایالات به شدّت زیاد شده بود. [فرایند] محروم کردن آریستوکراسی پوسیده ایتالیایی ــ خواه سناتوری خواه شهسوار ــ از قدرت سیاسی و نظامیی که برای سده‌ها در انحصار خود داشتند تا حد زیادی تکمیل شد. سنا از لحاظ سیاسی عقیم شد، هرچند که هنوز پرستیژ بالایی داشت.
کنستانتین بزرگ، با این وجود، شکلی محدود شده از مناصب سناتوری را ارائه نمود، مناصب اجرایی (کلانتری) را بر پایهٔ مناصب پیشین بنیان نهاد امّا با کارکردهایی تغییر یافته. [این تغییر و اصلاحات] از منصب کوایستوری∗ ــ منصبی که نوعی کارآموزی برای سناتورهای جاه طلب در دوران پرینکیپاته بودـ شروع شدند، به نحوی که در دوران دومیناته اهمیت آن را کاهش داده و به پسران سناتورها واگذار کردند، آنهم با حداقل سن قانونی که به شانزده سال کاهش یافته بود. همین مسئله بر سر مناصب کنسول سوفکتوس و/یا پرایتور هم آمد. منصب پرایتور نیز بسیاری از تأثیر و نفوذ خود را از دست داده و از خیلی از کارکردهای قانونی اش بی بهره شد تا جایی که در دوران دومیناته کارکرد آن در درجهٔ نخست به سازماندهی لودی رومانی∗ محدود می‌شد.
در دوران دومیناته باپرستیژترین سِمت (منصب) که یک سناتور می‌توانست عهده‌دار آن شود همانا پرایفکتوس اوربی∗ بود؛ در این دوران منصب نامبرده از اقتدار عملی بهره‌مند شد به‌طوری که دربار امپراتوری از شهر روم حذف شد، [امری] که نشان از آن داشت پِرِفِکت ها∗ (اشخاص عهده‌دار منصب پرایفکتوس اوربی در روم) دیگر تحت نظارت مستقیم امپراتور قرار نداشتند. مهم‌ترین تغییر امّا عبارت بود از بازگرداندن حکومت ایالات∗به طبقات سناتوری؛ به‌طوری که ایالات پهناورتر یا حائز اهمیتِ بیشتر به آن دسته سناتورهایی واگذار شدند که [در گذشته] یک منصب کنسول اوردیناریوس∗ را عهده‌دار بودند. البته بر خلاف دوران پرینکیپاته، صاحب این منصب بسیاری از اقتدار خود را از دست داد، و بدل به یک کلانتر صرفاً مدنی بدون کارکردهای نظامی شد، همچنین این واقعیت را باید در نظر داشت که ایالات از لحاظ وسعت بسی کوچکتر شده و شمار آنان از حدود پنجاه ایالت به تقریباً صد ایالت افزایش یافت [و در نتیجه ارزش منصب حکمرانِ ایالتی کاهش یافت].